# John Ericson (skådespelare)
John Ericson, ursprungligen Joachim Alexander Ottokar Meibes, född 25 september 1926 i Düsseldorf i Tyskland, död 3 maj 2020 i Santa Fe i New Mexico, var en amerikansk skådespelare.
Ericson kom redan 1931 med sina föräldrar till USA. Han studerade vid American Academy of Dramatic Art innan Broadwaydebuten 1951 i Stalag 17 och samma år gjorde han filmdebut i Teresa. Trots att han såg osedvanligt bra ut, blev han aldrig en riktigt stor stjärna.
Bland hans filmer märks Teresa (1951), Studentprinsen (1954) och titelrollen i Pretty Boy Floyd (1960).

## Filmografi
- 1951 – Teresa
- 1954 – Grön eld
- 1954 – Rapsodi
- 1954 – Studentprinsen
- 1955 – En man steg av tåget
- 1957 – 40 pistoler
- 1958 – Day of the Bad Man
- 1962 – Io Semiramide
- 1965 – Operation Sahara - blodigt uppdrag
- 1968 – The Bamboo Saucer
- 1969 – Krona eller Klave
- 1971 – Sängknoppar och kvastskaft
- 1973 – The Bounty Man
- 1976 – Hustler Squad
- 1978 – Alien Zone
- 1984 – Final Mission - Sista uppdraget